# 미셸 르블롱
미셸 르블롱(프랑스어: Michel Leblond; 1932년 5월 10일, 샹파뉴-아르덴 지방 랭스 ~ 2009년 12월 17일, 샹파뉴-아르덴 지방 랭스)은 프랑스의 전 축구 미드필더로, 1954년 우러드컵에 프랑스 국가대표팀 일원으로 참가했고, 1950년대 스타드 랭스의 주축 선수였다. 그는 유러피언컵 결승전 득점 1호의 선수로도 역사에 이름을 남겼다. 그는 1952년 하계 올림픽에 프랑스 선수단 일원으로 참가했었다.

## 수상
랭스
- 디비시옹 1: 1952–53, 1954–55, 1957–58, 1959–60
- 쿠프 드 프랑스: 1957–58
- 유러피언컵 준우승: 1955–56, 1958–59